# Ceuthobia lepta
Ceuthobia lepta är en kackerlacksart som beskrevs av Morgan Hebard 1921. Ceuthobia lepta ingår i släktet Ceuthobia och familjen småkackerlackor. Inga underarter finns listade i Catalogue of Life.